# Volksbank Hameln-Stadthagen
Die Volksbank Hameln-Stadthagen eG ist eine regional tätige deutsche Genossenschaftsbank mit Sitz in Hameln.

## Geschichte
Am 25. Februar 1925 gründeten 33 Bürger der Stadt Hameln den Hamelner Bankverein eGmbH für die mittelständische Bevölkerung. Zu Anfang war die Bank in einem kleinen Raum am Hamelner Pferdemarkt untergebracht, aber schon ein Jahr später siedelte sie in das neue Handwerkerhaus am Kastanienwall über, wo sie sich bis zum März 1951 befand. Die Bank zog dann in den Neubau in der neuen Hauptstelle in der Osterstraße. Im Jahr 1940 wurde der Hamelner Bankverein in die Volksbank Hameln umfirmiert.
Im Jahr 1950 hatte sie schon über 900 Mitglieder mit über 1000 Geschäftsanteilen.
Am 25. Juni 1970 fusionierte die Volksbank Hameln mit der Volksbank Bodenwerder.
Im Mai 1987 beschlossen die Mitglieder der Oldendorfer Volksbank den Zusammenschluss mit der Volksbank Hameln.
Im August 1998 fusionierte die Volksbank Hameln mit der Volksbank Bad Pyrmont-Emmerthal rückwirkend zum 1. Januar 1998 zur Volksbank Hameln-Pyrmont.
Im Mai 2004 machten die beiden Vertreterversammlungen der Volksbank Hameln-Pyrmont und der Volksbank Stadthagen den Weg frei für die Fusion zur Volksbank Hameln-Stadthagen rückwirkend zum 1. Januar 2004. Im Jahr 2016 fusionierte die Bank mit der Volksbank Bad Münder und bekam mit dem Standort Bad Münder am Deister eine neue Hauptstelle.
| Jahr | Kunden | Mitglieder | Fundstelle                      |
| ---- | ------ | ---------- | ------------------------------- |
| 2016 | 77.106 | 43.661     | Geschäftsbericht 2016, Seite 37 |
| 2017 | 74.741 | 42.586     | Geschäftsbericht 2017, Seite 35 |
| 2018 | 73.078 | 41.430     | Geschäftsbericht 2018, Seite 33 |
| 2019 | 71.528 | 40.487     | Geschäftsbericht 2019, Seite 11 |
| 2020 | 70.232 | 39.437     | Geschäftsbericht 2020, Seite 11 |
| 2021 | 69.372 | 38.362     | Geschäftsbericht 2021, Seite 13 |
| 2022 | 66.078 | 37.375     | Geschäftsbericht 2022, Seite 9  |
| 2023 | 64.643 | 36.295     | Geschäftsbericht 2023, Seite 13 |

## Rechtsgrundlagen
Rechtsgrundlagen der Bank sind ihre Satzung  und das Genossenschaftsgesetz. Die Organe der Genossenschaftsbank sind der Vorstand, der Aufsichtsrat und die Vertreterversammlung.
Die Bank ist der BVR Institutssicherung GmbH und der Sicherungseinrichtung des Bundesverbandes der Deutschen Volksbanken und Raiffeisenbanken e.V. angeschlossen.

## Haupt- und Geschäftsstellen
Die Volksbank Hameln-Stadthagen unterhält Hauptstellen in Hameln, Stadthagen und Bad Münder am Deister sowie weitere Geschäftsstellen über das Geschäftsgebiet verteilt.
Die Geschäftsstelle in Bodenwerder wurde zum 30. April 2024 geschlossen. Betroffen waren 2.000 Kunden.
Die Geschäftsstellen in Sachsenhagen und Münchehagen wurden zum 30. April 2025 geschlossen. Betroffen waren 2.200 Kunden.
Die Geschäftsstelle in Hessisch Oldendorf wurde zum 30. April 2025 geschlossen. Betroffen waren 1.750 Kunden.  Diese wurden der etwa 12 km entfernten Filiale in Hameln zugeordnet. Mit der Schließung ist die Volksbank Hameln-Stadthagen im Gebiet der ehemaligen Oldendorfer Volksbank, mit der sie im Jahr 1987 fusionierte, nicht mehr mit einer eigenen Niederlassung oder anderen Service-Einrichtungen präsent.

## Genossenschaftliche FinanzGruppe
Die Volksbank Hameln-Stadthagen gehört zur genossenschaftlichen FinanzGruppe und bietet somit als Allfinanzdienstleister eine breite Palette an Finanzdienstleistungen aus einer Hand an. Dafür sorgt die enge Zusammenarbeit mit den Spezialinstituten des Finanzverbundes, wie z. B. der Bausparkasse Schwäbisch Hall, der R+V Versicherung und der Fondsgesellschaft Union Investment.
Weitere Verbundpartner der Volksbank Hameln-Stadthagen sind die Deutsche Zentral-Genossenschaftsbank (DZ Bank) als Zentralinstitut sowie die DZ Hyp und die Münchener Hypothekenbank als Finanzierungsspezialisten.

## Tochtergesellschaft
Die VIS Volksbank Immobilien Service GmbH ist eine 100-prozentige Tochtergesellschaft  der Volksbank Hameln-Stadthagen e.G. und beschäftigt 9 Mitarbeiter. Neben dem Verkauf von Immobilien organisiert sie Neuvermietungen und  erstellt Marktwertermittlungen. Geschäftsführerin ist Silke Störp. Standorte befinden sich in der Volksbank in Hameln, in Stadthagen und in Bad Münder.